# 三村松
株式会社三村松（みむらまつ）とは、広島県の仏壇店。

## 沿革
- 1865年（慶応元年）- 初代 三村屋嘉助が本社現地（堀川町：旧チギ屋町）にて創業
- 1875年 - 二代目 元次郎 継承
- 1916年 - 三代目 松次郎 継承
- 1958年 - 四代目 繁己が株式会社三村松仏壇店設立
- 1965年 - 中山工場建設
- 1970年 - 五代目 邦雄が吉島工場建設
- 1972年 - 卸センター5階建ビル新築
- 1973年 - 鹿児島第一工場および木工工場建設
- 1976年 - 岩国駅前店開設
- 1977年 - 鹿児島第2工場建設
- 1978年 - 吉島工場4階建ビル新築
- 1979年 - 銀山町配送部新設
- 1980年 - 本社5階建ビル新築
- 1981年 - 鹿児島第3工場建設
- 1984年 - 三川町配送部新築
- 1986年 - 鹿児島第5工場建設
- 1987年 - 鹿児島第6・第7工場建設
- 1989年 - 社名を株式会社三村松に変更・寺町本店（寺町電停前）開設・製造卸部流通センター建設・銀山町配送部3階建ビル新築
- 1990年 - 宮崎工場（宮崎県誘致企業）・鹿児島第8工場建設
- 1991年 - 西条本店開設
- 1993年 - 楽々園本店3階建ビル新築・開設
- 1995年 - 鹿児島第10工場建設
- 1999年 - 岩国駅前店移転・岩国本店開設
- 2001年 - 呉本店開設
- 2002年 - 八木本店新築・開設
- 2006年 - 立町本通り店（夢モダン）開設
- 2008年 - 福山神辺グラン仏壇館（日本最大級）新築・開設
- 2016年 - 和の工芸館開設（ぶつだん通り本社に隣接）
- 2019年 - 六代目 和雄 継承

## 事業内容
- 宗教用具（仏壇・仏具）の製造・卸・小売り

卸売りが80%を占め、小売は10店舗の直販店で行う。
- 寺院の設計・施工